# Ligne 163A (Infrabel)
Pour les articles homonymes, voir Ligne 163.
 (décembre 2022).
 (décembre 2022).
La ligne 163A est une ancienne ligne ferroviaire belge qui reliait la gare de Bertrix (dans la province de Luxembourg) à la gare de Carignan (en France, dans le département des Ardennes). Mise en service par les Chemins de fer de l'État belge en 1914, elle fut reprise par la SNCB en 1926, puis fermée et démontée en 1976.
Reliant le nœud ferroviaire de Bertrix à la ville française de Carignan via la Semois et ses ardoisières, elle comporte plusieurs ponts et tunnels. Sa situation particulière, en ligne directe entre l'Allemagne et le Nord-Est de la France, lui fit jouer un rôle stratégique durant les deux conflits mondiaux du XXe siècle.
Bien qu'elle soit dans le prolongement de la ligne 166, son numéro fait plutôt référence à la ligne 163 et traduit donc le prolongement naturel qu'elle constituerait avec la ligne Saint Vith - Gouvy - Bastogne - Libramont.

## Historique
Un premier projet de ligne reliant la vallée de la Chiers, et son industrie sidérurgique florissante, à la ligne du Luxembourg en traversant l'Ardenne via Amerois, Sainte-Cécile et Rossart (au sud de Bertrix) avait été émis [Quand ?].
En 1869, le département des Ardennes (France) prend l'initiative d'établir une ligne de Carignan à Messempré, liaison d'intérêt local reliant la gare de Carignan (sur l'artère Nord-Est Lille - Thionville, desservie depuis 1861) et le laminoir de Messempré, à la frontière belge. La vallée de la Chiers est alors largement vouée à l'industrie sidérurgique. La ligne est mise en service en 1871.
L’État belge réfléchit à cette époque à la pose de l'Athus - Meuse. Les industriels français font alors pression pour être reliés par le rail au sillon Sambre-et-Meuse via la vallée de la Semois jusqu'à Florenville, à la fois pour exporter leur production et pour avoir accès au charbon belge. Cependant, la France sort d'un conflit avec la Prusse et l'établissement d'une ligne transfrontalière susceptible de faciliter une invasion justifie un refus inconditionnel.
À la fin du XIXe siècle, l’État belge cède à la demande des ardoisiers de la Semois et décide de poser une ligne entre Bertrix et Muno. La prolongation vers Messempré reste alors à finaliser avec la France, mais la ligne génère déjà un trafic de marchandises grâce aux carrières et industries embranchées sur la partie belge.
L'itinéraire via Bertrix au lieu de Florenville a l'avantage de desservir les carrières d'ardoise, mais représente un défi technique bien plus important que de remonter la vallée de la Semois jusqu'à Florenville. Il semble que l'action de Winand Heynen, politicien de la région de Bertrix, ait été décisive dans le choix de la construction de la ligne et de son tracé par Bertrix. Celui-ci plaidait déjà depuis plusieurs années pour la construction d'un chemin de fer vers Carignan et fut sollicité lorsque la chambre des représentants eut à voter au sujet de la seconde ceinture de forts d'Anvers. Dans un contexte où ce projet de fortifications risquait d'être désavoué, il accepta de donner son vote, décisif, en l'échange de la construction de ce chemin de fer par Bertrix.
La construction fut ardue : le relief est tourmenté et le sol schisteux difficile à creuser. La ligne, bien posée, à double voie et capable d'être parcourue par des trains lourds, nécessite des travaux considérables.

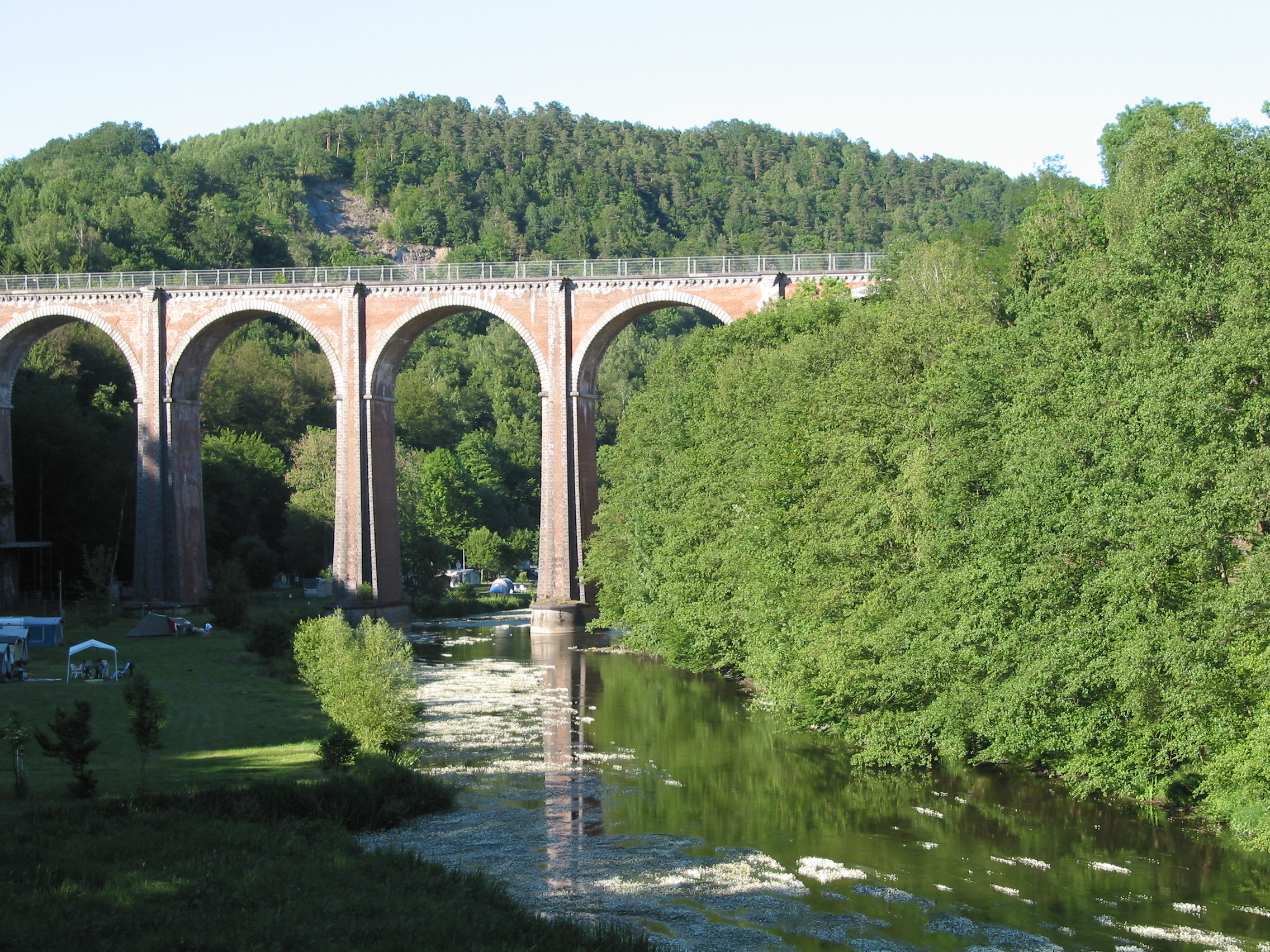
Viaduc sur la Semois, à Herbeumont (ligne 163A)

Les plans furent formellement établis en 1897. La ligne comporte de longs tunnels et de hauts ponts et s'avère l'une des plus coûteuses du royaume à construire. Les travaux commencèrent en 1900 et prirent beaucoup de retard. L'assiette fut terminée en 1913 et les voies définitives commencèrent à être posées jusqu'à Muno.
À la veille de la Première Guerre mondiale, la ligne est inaugurée jusqu'à Muno[évasif].
L'occupant termine la jonction transfrontalière, en utilisant notamment de la main-d’œuvre recrutée de force dans les villages avoisinants, et la ligne est utilisée intensivement par des convois militaires suivant l'itinéraire Gouvy - Libramont - Bertrix - Carignan pour rejoindre au plus court le front de Verdun depuis l'Allemagne (itinéraire prolongé par la Vennbahn et plusieurs lignes allemandes jusqu’au Rhin via Saint-Vith - Lommersweiler - Prüm - Gerolstein - Remagen).
L'armée française a fait démonter la jonction Messempré-Muno à la libération de 1918. Le Gouvernement belge a tenté de négocier sa reconstruction dès 1920, puisqu'il faisait de la ligne 163A une ligne locale en impasse, condamnée à un faible trafic, mais les Français ont refusé, pour des raisons stratégiques.
Entre les deux guerres, quatre trains voyageurs font quotidiennement l'aller-retour Bertrix-Muno, alors que les ardoisières et l'exploitation forestière n'induisent qu'un train caboteur chaque jour. L'état de la voie ne permet pas d'y utiliser les locomotives les plus lourdes.
L'occupant fait reposer la voie de Messempré à Muno en mai 1940, avant un nouveau déferrement en 1952, après que la SNCB ait réparé le viaduc de Maurépire, détruit lors de la retraite de 1944. Entre-temps, Muno est desservi depuis la France.
1952 voit le retour d'une desserte complète du tronçon belge, bien que limitée à deux autorails chaque jour et à un train caboteur pour marchandises un jour sur deux. La ligne est en exploitation simplifiée : il n'y a plus de personnel en gare ni de signalisation (la ligne constitue un bloc unique).
En 1959, le trafic voyageur est transféré à la route. La desserte marchandise survit dix ans de plus – tant que l'état de la voie le permet – de même qu'un aller-retour touristique l'été, en autorail type 603 très épisodique pour le compte de Top Vakantie[réf. nécessaire].
La ligne a été déferrée en 1972 et on peut actuellement la parcourir à pied ou à vélo. Une partie de la ligne, notamment les tunnels, est désormais interdite d'accès.
La ligne de Carignan à Messempré reste jusqu'en 2009 un raccordement industriel actif pour plusieurs entreprises, desservi quotidiennement par la SNCF sous le régime de la VUTR (voie unique à trafic restreint). La SNCF décide alors d'en cesser l'exploitation, en raison des travaux de remise en état qu'il faudrait engager et du déficit de la ligne,.
De nos jours, une ligne de bus portant le même numéro avec également quatre à six voyages par jour (sauf week-end et jours fériés) parcourt quotidiennement la ligne entre Bertrix et Lambermont, exploitée par le groupe Penning (un affrété du TEC Namur-Luxembourg).

## Les ouvrages d'art
Vu le caractère accidenté de la région, de nombreux ouvrages d'art ont été édifiés : 
- le passage sous la ligne 165 se fait via le tunnel Saint-Médard, long de 687 mètres. Une large courbe d'accès compense le dénivelé entre les deux lignes et permet leur intersection ;
- le viaduc de Maurépire (ou pont de la Blanche), en pierre, franchit l'Aise. Il fut reconstruit en 1946 avec davantage d'arches, le viaduc d'origine était en briques ;
- le tunnel de Linglé (ou d'Herbeumont), long de 250 mètres, permet de rejoindre la Semois et la gare d'Herbeumont établie en talus ;
- le viaduc de Conques, en maçonnerie, franchit la Semois 48 mètres au-dessus du niveau de l'eau ;
- le tunnel des Conques suit et permet de passer sous les sommets du massif du même nom. Il est long de 1 350 mètres ;
- le petit viaduc de Muno, situé avant la gare du même nom.